# Kyphosus elegans
Kyphosus elegans és una espècie de peix pertanyent a la família dels kifòsids.

## Descripció
- Pot arribar a fer 53 cm de llargària màxima (normalment, en fa 25).
- Cos ovalat, una mica allargat, comprimit i de color gris fosc amb ratlles fosques (de vegades, també, amb taques blanques) als flancs.
- Cap i boca petits.
- Les dents formen una sola fila anterior a cada mandíbula.
- Aleta dorsal amb 13 radis tous.
- La línia lateral presenta entre 59 i 61 escates.
- El primer radi de l'aleta anal és més llarg que els posteriors.[3][4]

## Alimentació
Menja principalment algues i, de tant en tant, plàncton i invertebrats bentònics.

## Hàbitat
És un peix marí, associat als esculls i de clima tropical (33°N-2°S, 120°W-70°W) que viu entre 1 i 40 m de fondària.

## Distribució geogràfica
Es troba al Pacífic oriental: des del golf de Califòrnia fins a l'Equador, incloent-hi les illes Galápagos.

## Costums
De vegades, es barreja amb moles de Kyphosus analogus i Prionurus laticlavius.

## Observacions
És inofensiu per als humans.